# Парламентские выборы в Уганде (1958)
Парламентские выборы в протекторате Уганда проходили 20 и 24 октября 1958 года. Они стали первыми выборами представителей коренных жителей Уганды в Законодательным советом. Голосование бойкотировалось народом ганда. В результате победу одержал Угандийский национальный конгресс, получивший 5 из 10 мест.

## Результаты
| Партия                              | Голосов | %    | Мест |
| ----------------------------------- | ------- | ---- | ---- |
| Угандийский национальный конгресс   | 161 042 | 30,1 | 5    |
| Демократическая партия              | 140 740 | 26,3 | 1    |
| Партия объединённого конгресса      | 10 095  | 1,9  | 0    |
| Прогрессивная партия                | 5 274   | 1,0  | 0    |
| Независимые                         | 217 175 | 40,6 | 4    |
| Недействительных/пустых бюллетеней  | 5 164   | −    | −    |
| Всего                               | 539 490 | 100  | 10   |
| Зарегистрированных избирателей/Явка | 626 046 | 86,2 | −    |
| Источник: Sternberger et al.        |         |      |      |